# Пи Малой Медведицы
Пи Малой Медведицы (π UMi / π Ursae Minoris) — обозначение Байера близкой пары двойных звезд созвездия Малой Медведицы. Группа звёзд π UMi включает систему π1 UMi на расстоянии 21,5 пк со звездной величиной 6,13m и относительно яркую двойную систему звезд спектральных классов F2V и G0V на расстоянии 120 пк. Последняя носит обозначение π2 UMi и имеет общую видимую звездную величину 6,95m.
Для наблюдателя с Земли π 1 UMi и π 2 UMi разделяет 32,3'. Суммарная видимая звездная величина двух систем составляет 5,75m и несмотря на их значительное угловое разделение, они вместе образуют источник света, формально видимый невооружённым глазом при хороших условиях для наблюдений.

## Обозначения Байера
До публикации данных HIPPARCOS в 2000 году считалось, что компоненты π 1 UMi являются несвязанной парой звёзд. По этой причине каждая из этих компонент имела свои обозначения с индексами — π 1 UMi и π 2 UMi, а вторая группа звёзд имела обозначение π 3 UMi. Таким образом, современные обозначения Байера π 1 UMi и π 2 UMi для обеих систем окончательно определились только в 2000-х годах вместе с определением гравитационной связанности компонент первой системы.